# Твуж, Эдмунд
Эдмунд Францишек Твуж (пол. Edmund Franciszek Twórz; 12 февраля 1914, Шмигель — 29 сентября 1987, Гданьск) — польский футболист, защитник. Участник чемпионата мира 1938 года.

## Биография
Выступал на протяжении своей карьеры за клубы «Уния» (Косьцян), «Варта» (Познань), «Огниво» и «Спарта» (Сопот). 12 сентября 1937 года дебютировал в игре за сборную Болгарии. Был в заявке на чемпионат мира по футболу 1938 года, однако тренер Юзеф Калужа не взял игрока во Францию и отправился с 15 другими футболистами. Всего за сборную провёл 6 матчей.
Выпускник Варшавского института естественных наук (1952).

### Список матчей
| Номер | Дата             | Место проведения         | Место проведения | Хозяева  | Счёт | Гости     | Матч              | Источник |
| Номер | Дата             | Стадион                  | Город            | Хозяева  | Счёт | Гости     | Матч              | Источник |
| ----- | ---------------- | ------------------------ | ---------------- | -------- | ---- | --------- | ----------------- | -------- |
| 1.    | 12 сентября 1937 | Юнак                     | София            | Болгария | 3:3  | Польша    | Товарищеский матч | [ 2 ]    |
| 2.    | 10 октября 1937  | Погонь                   | Катовице         | Польша   | 2:1  | Латвия    | Товарищеский матч | [ 3 ]    |
| 3.    | 25 сентября 1938 | АСК                      | Рига             | Латвия   | 2:1  | Польша    | Товарищеский матч | [ 4 ]    |
| 4.    | 22 января 1939   | Парк де Пренс            | Париж            | Франция  | 4:0  | Польша    | Товарищеский матч | [ 5 ]    |
| 5.    | 27 мая 1939      | ЛКС                      | Лодзь            | Польша   | 3:3  | Бельгия   | Товарищеский матч | [ 6 ]    |
| 6.    | 4 июня 1939      | Стадион Войска Польского | Варшава          | Польша   | 1:1  | Швейцария | Товарищеский матч | [ 7 ]    |